# Blousson-Sérian
Blousson-Sérian település Franciaországban, Gers megyében. Lakosainak száma 34 fő (2022. január 1.). Blousson-Sérian Cazaux-Villecomtal, Malabat, Monlezun, Ricourt, Sembouès és Troncens községekkel határos.

## Népesség
A település népességének változása:
| Lakosok száma | 70   | 58   | 59   | 68   | 45   | 43   | 42   | 41   | 39   | 34   |
|               | 1968 | 1982 | 1990 | 2006 | 2013 | 2015 | 2017 | 2019 | 2020 | 2022 |